# 英格拉漢姆 (伊利諾伊州)
英格拉漢姆（英語：Ingraham）是位於美國伊利諾伊州克萊縣的一個非建制地區。該地的面積和人口皆未知。

## 地理
英格拉漢姆的座標為38°50′10″N 88°20′02″W / 38.83611°N 88.33389°W，而該地的平均海拔高度為148米（即486英尺）。